# Référendum constitutionnel vénézuélien de 2009
Un référendum sur la constitution du Venezuela, à l'initiative du président Hugo Chávez et du Parti socialiste unifié, s'est tenu le 15 février 2009. L'objet était d'enlever la limite constitutionnelle de deux mandats pour le président du Venezuela, les gouverneurs, les maires et les députés spécifié dans les articles 160, 162, 174, 192 et 230 de la constitution du Venezuela. L'amendement proposé a été accepté par près de 55 % des suffrages exprimés. Le taux de participation a été d'environ 70 %.

## Proposition
La proposition a été approuvée par la majorité des membres de l'assemblée nationale du Venezuela. Elle portait sur les articles suivant :
| Avant | Après |
| --- | --- |
| Article 160 : Le gouverneur est élu à la majorité des voix pour un mandat de 4 ans. Le gouverneur peut être réélu immédiatement et seulement une fois pour un mandat supplémentaire | Article 160 : Le gouverneur est élu à la majorité des voix pour un mandat de 4 ans. Le gouverneur peut être réélu immédiatement. |
| Article 162 : Le législateur régional est élu pour un maximum de 2 mandats successifs.                                                                                              | Article 162 : Le législateur régional peut être réélu.                                                                           |
| Article 174 : Le maire est élu à la majorité des voix pour un mandat de 4 ans. Le maire peut être réélu immédiatement et seulement une fois pour un mandat supplémentaire           | Article 174 : Le maire est élu à la majorité des voix pour un mandat de 4 ans. Le maire peut être réélu immédiatement.           |
| Article 192 : Les députés de l'assemblée nationale sont élus pour un mandat de 5 ans avec la possibilité de réélection pour un maximum de deux mandats consécutifs.                 | Article 192 : Les députés de l'assemblée nationale sont élus pour un mandat de 5 ans avec la possibilité de réélection.          |
| Article 230 : Le mandat du président est de 6 ans. Le président peut être réélu immédiatement et seulement une fois pour un mandat supplémentaire.                                  | Article 230 : Le mandat du président est de 6 ans. Le président peut être réélu.                                                 |

## Résultats
« Approuvez-vous l'amendement des articles 160, 162, 174, 192 et 230 de la Constitution de la République, élaboré par l'Assemblée nationale, qui élargit les droits politiques du peuple afin de permettre que tout citoyen ou citoyenne exerçant un mandat électif populaire puisse postuler en tant que candidat ou candidate le même mandat pour la durée établie constitutionnellement, son éventuelle élection dépendant exclusivement du vote populaire ? »
| Choix                     | Votes      | %     |
| ------------------------- | ---------- | ----- |
| Pour                      | 6 319 636  | 54,86 |
| Contre                    | 5 198 006  | 45,14 |
|                           |            |       |
| Votes valides             | 11 517 642 | 98,24 |
| Votes blancs et invalides | 206 582    | 1,76  |
| Total                     | 11 724 224 | 100   |
| Abstention                | 4 927 955  | 39,60 |
| Inscrits/Participation    | 16 652 179 | 70,40 |

## Critique
L'opposition a contesté le résultat de ce référendum, jugeant la question posée non-neutre et « obscure »